# Holtzheim
Holtzheim település Franciaországban, Bas-Rhin megyében. Lakosainak száma 3890 fő (2022. január 1.). Holtzheim Hangenbieten, Achenheim, Eckbolsheim, Entzheim, Lingolsheim, Oberschaeffolsheim és Wolfisheim községekkel határos.

## Népesség
A település népességének változása:
| Lakosok száma | 3584 | 3577 | 3646 | 3656 | 3696 | 3703 | 3821 | 3931 | 3890 |
|               | 2013 | 2015 | 2016 | 2017 | 2018 | 2019 | 2020 | 2021 | 2022 |